# Financiamento
Financiamento é uma operação financeira em que a parte financiadora, em geral uma instituição financeira, fornece recursos para outra parte que está sendo financiada, de modo que esta possa executar algum investimento específico previamente acordado. Ao contrário do empréstimo, os recursos do financiamento precisam necessariamente ser investidos do modo acordado em contrato.
A financiadora, então, pode cobrar ou não cobrar juros sobre o valor financiado de acordo com o valor e o tempo de pagamento, ou mesmo não realizar a cobrança do valor financiado em caso de financiamentos não-reembolsáveis. Empresas podem realizar financiamentos para angariar recursos para novos equipamentos ou realizar uma expansão enquanto pessoas físicas podem realizar financiamentos para comprar imóveis, automóveis, entre outros bens de grande valor.
As instituições financeiras possuem várias modalidades de financiamento para pessoas físicas e jurídicas, cada uma com uma característica que o torna mais adequado a casos específicos.

## Empresas
Empresas precisam angariar capital para alavancar novos investimentos. Parte desse capital pode ter origem em alguma modalidade de financiamento. Existem vários modos para uma empresa financiar suas atividades, como menciona Caldeira Menezes, H., na sua obra "Princípios de Gestão Financeira", seja através de capital próprio ou alheio. Através de capital próprio pode realizar o autofinanciamento, enquanto que utilizando capital alheio pode realizar empréstimo aos sócios, leasing, empréstimos, subsídios estatais etc.
Determinados projetos dentro de empresas têm sua continuidade determinada pela possibilidade de obtenção de financiamento específico para projetos, que levam em conta os riscos do investimento por parte do financiador e para a empresa e seus acionistas.

## Pessoas físicas
Várias pessoas preferem realizar o financiamento de suas compras, embora possam optar por outras operações financeiras como o leasing e o crediário. A quantidade de financiamentos realizados e o prazo de pagamento aos financiadores são dados importantes para o estudo do funcionamento da economia de um país. Pequenos empreendedores e pequenos produtores rurais também podem obter financiamentos como pessoas físicas.

## Agricultura
Produtores rurais fazem uso de financiamentos para cobrir despesas do início de um novo ciclo produtivo ou para expansão de seus negócios. As entidades financiadoras deste setor da economia no Brasil são bancos e o governo através de programas específicos voltados a pequenos produtores.

## Pesquisa
Governos de vários países utilizam instituições de fomento à pesquisa científica para financiar projetos de pesquisa que gerem inovação tecnológica. No Brasil, entidades como a Financiadora de Estudos e Projetos, o Conselho Nacional de Desenvolvimento Científico e Tecnológico e a Fundação de Amparo à Pesquisa do Estado de São Paulo oferecem diversas formas de financiamento voltadas para a realização de pesquisas a universidades e centros de pesquisa. O Banco Nacional de Desenvolvimento Econômico e Social também oferece financiamentos para projetos de desenvolvimento. O Ministério da Saúde financia pesquisas para promover o desenvolvimento científico e tecnológico de soluções mais eficazes para a saúde pública.
O Governo Federal dos Estados Unidos esteve envolvido em uma polêmica acerca do não financiamento de pesquisas envolvendo células-tronco pelo Institutos Nacionais da Saúde, decretado durante a administração do presidente George W. Bush, apoiado por setores religiosos e tradicionalistas por envolver o uso de embriões humanos.